# Elizabeth Bear

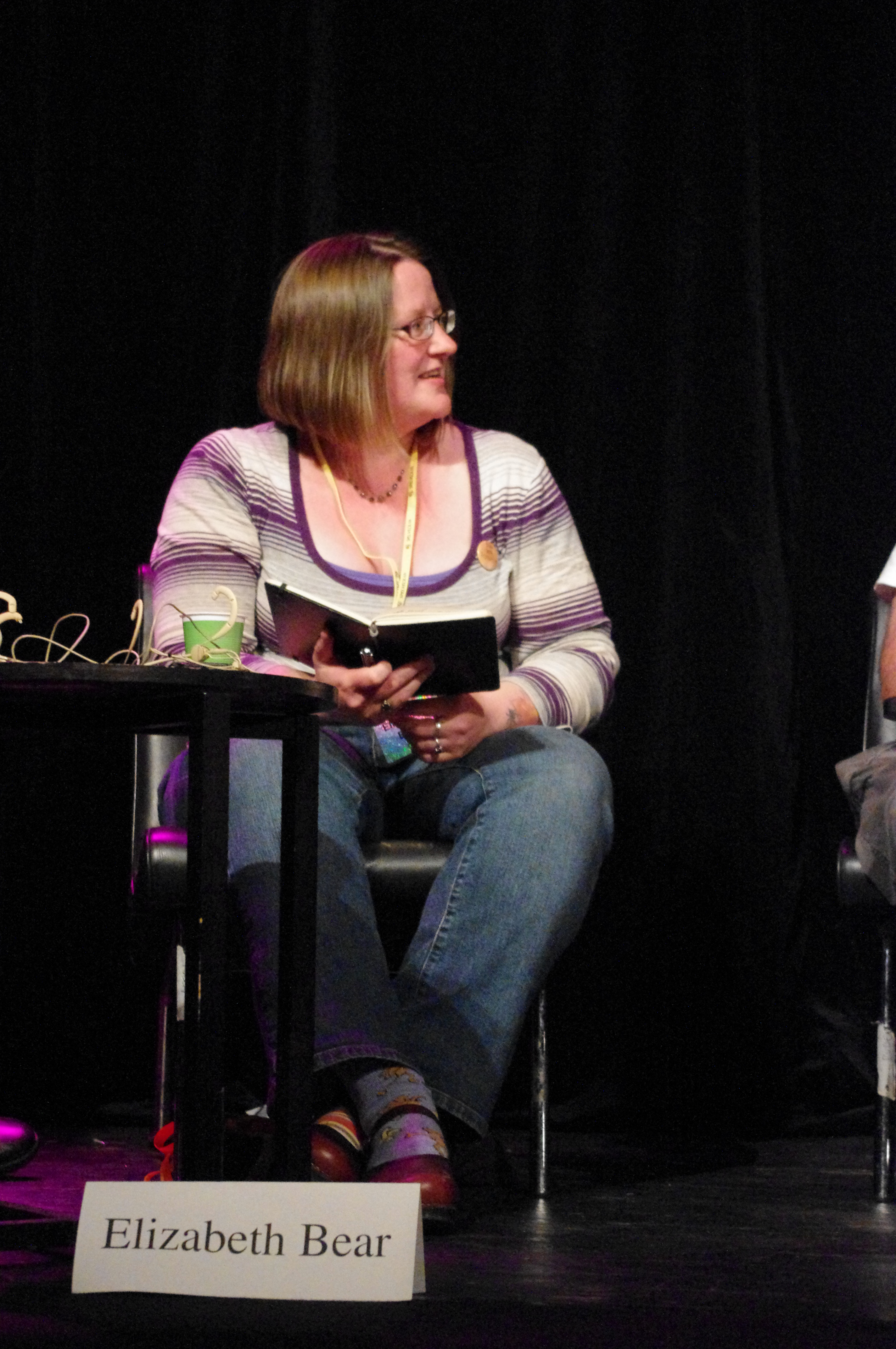
Elizabeth Bear, Eurocon (Swecon) 2011.

Sarah Bear Elizabeth Wishnevsky (Hartford, Connecticut - 22 september 1971) is een Amerikaans sciencefictionschrijfster, schrijvend als Elizabeth Bear.
Haar eerste roman Hammered kwam uit in januari 2005 en werd gevolgd door Scardown in juli en Worldwired in november van hetzelfde jaar. Ze ontving de John W. Campbell Award voor beste nieuwe schrijver in 2005 en Hammered won de Locus Award voor beste eerste roman in 2006. Ze kreeg de Hugo Award voor het korte verhaal Tideline in 2008 en voor de novelette Shoggoths In Bloom in 2009. 
Bear heeft een tijd in Las Vegas, Nevada gewoond waar een aantal van haar verhalen zich afspelen. Ze keerde in 2006 terug naar Connecticut.

## Romans
- Jenny Casey serie
  - Hammered (2005)
  - Scardown (2005)
  - Worldwired (2005)
- The Promethean Age serie
  - Blood and Iron (2006)
  - Whiskey and Water (2007)
  - Ink and Steel, (2008)
  - Hell and Earth (2008)
- Jacob's Ladder Trilogie
  - Dust (2007)
  - Chill (2009)
- New Amsterdam serie
  - New Amsterdam (2007)
  - Seven for a Secret (2009)
- Andere romans
  - Carnival (2006)
  - Undertow (2007)
  - A Companion to Wolves met Sarah Monette (2007)
  - All the Windwracked Stars (2008)
- Verhalenbundel
  - The Chains That You Refuse (2006)